# Too Much Is Never Enough
『Too Much Is Never Enough』（トゥー マッチ イズ ネバー イナフ）は、日本のロックバンド・FIVE NEW OLDが2018年1月31日にトイズファクトリーから発売した、メジャー1枚目のフルアルバムである。

## 概要
前作「LISLE'S NEON」から約2年半ぶりとなるフルアルバム。3人体制になってから初のリリース。音楽ライターの三宅正一 (Q2 Records)によるライナーノーツが付属している。
タイトルは、直訳すると「たくさんあるけど、まだ足りない」という意味で、より楽しくより良い人生にするために、身近に溢れる情報やモノ、人との繋がりの中から、苦労してでも手に入れたいような本当に大切なものを選んでいこうというメッセージが込められている。
2023年4月20日には今作のリリース5周年を記念して「duo 20th Anniversary Live ”Too Much Is Never Enough“ 5th Anniversary Show」が開催された。

## 収録楽曲
| 全作詞: Hiroshi Nakahara（Tr.5のみHiroshi Nakahara・Pecori）、全作曲: FIVE NEW OLD。 |                                    |                                                      |              |                              |       |
| #                                                                                    | タイトル                           | 作詞                                                 | 作曲・編曲   | 編曲                         | 時間  |
| 1.                                                                                   | 「Sunshine」                       | Hiroshi Nakahara（Tr.5のみHiroshi Nakahara・Pecori） | FIVE NEW OLD | FIVE NEW OLD                 | 03:24 |
| 2.                                                                                   | 「Ghost In My Place (Album ver.)」 | Hiroshi Nakahara（Tr.5のみHiroshi Nakahara・Pecori） | FIVE NEW OLD | FIVE NEW OLD                 | 03:22 |
| 3.                                                                                   | 「Gold Plate」                     | Hiroshi Nakahara（Tr.5のみHiroshi Nakahara・Pecori） | FIVE NEW OLD | FIVE NEW OLD MONJOE          | 03:53 |
| 4.                                                                                   | 「Dance With Misery」              | Hiroshi Nakahara（Tr.5のみHiroshi Nakahara・Pecori） | FIVE NEW OLD | FIVE NEW OLD                 | 03:57 |
| 5.                                                                                   | 「Liberty feat.踊Foot Works」      | Hiroshi Nakahara（Tr.5のみHiroshi Nakahara・Pecori） | FIVE NEW OLD | FIVE NEW OLD 踊Foot Works    | 03:59 |
| 6.                                                                                   | 「Stay (Want You Mine)」           | Hiroshi Nakahara（Tr.5のみHiroshi Nakahara・Pecori） | FIVE NEW OLD | FIVE NEW OLD                 | 03:26 |
| 7.                                                                                   | 「Good Life feat.Stamp」           | Hiroshi Nakahara（Tr.5のみHiroshi Nakahara・Pecori） | FIVE NEW OLD | FIVE NEW OLD                 | 04:15 |
| 8.                                                                                   | 「My Sacred Chamber」              | Hiroshi Nakahara（Tr.5のみHiroshi Nakahara・Pecori） | FIVE NEW OLD | FIVE NEW OLD                 | 02:08 |
| 9.                                                                                   | 「Halfway Home」                   | Hiroshi Nakahara（Tr.5のみHiroshi Nakahara・Pecori） | FIVE NEW OLD | FIVE NEW OLD                 | 03:39 |
| 10.                                                                                  | 「By Your Side」                   | Hiroshi Nakahara（Tr.5のみHiroshi Nakahara・Pecori） | FIVE NEW OLD | FIVE NEW OLD Shunsuke Kasuga | 03:59 |
| 11.                                                                                  | 「Young & Dumb」                   | Hiroshi Nakahara（Tr.5のみHiroshi Nakahara・Pecori） | FIVE NEW OLD | FIVE NEW OLD                 | 02:54 |
| 12.                                                                                  | 「Gateway」                        | Hiroshi Nakahara（Tr.5のみHiroshi Nakahara・Pecori） | FIVE NEW OLD | FIVE NEW OLD Shunsuke Kasuga | 04:36 |
| 合計時間:                                                                            | 合計時間:                          | 合計時間:                                            | 43:32        |                              |       |

## 楽曲解説
1. Sunshine
  - 再録した音源がベストアルバム『FiNO is』に収録されている[6]。
2. Ghost In My Place (Album ver.)
  - EP「Ghost In My Place EP」のリード曲の再録。
  - サポートで参加した谷本大河のサックスが活かされたアレンジとなっている[2]。
3. Gold Plate
4. Dance With Misery
  - 今作で最初に完成した曲[7]。
5. Liberty feat.踊Foot Works
  - 2024年8月9日には再録音源「Liberty (feat. ODD Foot Works) [Re-Recorded]」が配信リリースされた[8][9]。再録バージョンはベストアルバム『FiNO is』にも収録されている[6]。
6. Stay (Want You Mine)
  - EP「WIDE AWAKE EP」のリード曲。
7. Good Life feat.Stamp
  - 歌詞に今作のタイトルである「Too Much Is Never Enough」という言葉が登場する[2]。
8. My Sacred Chamber
9. Halfway Home
10. By Your Side
  - EP「BY YOUR SIDE EP」のリード曲。
11. Young & Dumb
12. Gateway

## 参加ミュージシャン
FIVE NEW OLD
- Hiroshi Nakahara（ボーカル・ギター）
- Wataru Omori（ギター・キーボード）
- Hayato Maeda（ドラムス）

Additional Musicians
- Shunsuke Kasuga（サウンドディレクション、ベース）[Tr.1,2,3,4,7,8,9,11,12]
- Yoshiaki Nakai（ベース）[注釈 2][Tr.6,10]
- Stamp（ボーカル、アコースティック・ギター）[Tr.7]
- Taiga Tanimoto from SANABAGUN.（サクソフォーン、フルート）
- 踊Foot Works（ラップ、ギター、コーラス、ベース）

## タイアップ
| 使用年 | 曲名              | タイアップ                                          |
| ------ | ----------------- | --------------------------------------------------- |
| 2016年 | Ghost In My Place | 関西テレビ『ミュージャック』6月度エンディングテーマ |
| 2018年 | Gateway           | JAL「JAL ネクストアスリート」CMソング               |
| 2018年 | Sunshine          | Amazon「Amazon Music Unlimited」キャンペーンソング  |